# Fabian of the Yard
Fabian of the Yard è una serie televisiva britannica in 36 episodi trasmessi per la prima volta nel corso di 2 stagioni dal 1954 al 1956.
È una serie del genere police procedural incentrata sui casi del detective Robert Fabian di Scotland Yard, molto spesso omicidi.

## Personaggi e interpreti
- Detective Robert Fabian (36 episodi, 1954-1956), interpretato da Bruce Seton.
- Detective Sergente Wyatt (15 episodi, 1954-1955), interpretato da Robert Raglan.
- Detective Sergente (6 episodi, 1954-1956), interpretato da Philip Dale.
- Wood Expert (6 episodi, 1954-1956), interpretato da Jack Melford.
- Esperto di laboratorio (5 episodi, 1955-1956), interpretato da John Boxer.
- Psichiatra (4 episodi, 1955), interpretato da Max Brimmell.
- Supervisore (3 episodi, 1955-1956), interpretato da George Woodbridge.
- Patologo (3 episodi, 1954-1955), interpretato da Gordon Bell.
- Kate Hubble (3 episodi, 1954-1955), interpretata da Sylvia Marriott.
- Grafologo (3 episodi, 1955), interpretato da Martin Boddey.
- Mrs. Barker (3 episodi, 1955), interpretata da Betty Cooper.
- Nicholas Bardwell (3 episodi, 1955), interpretato da Alexander Gauge.
- Jeremiah Rugeley (3 episodi, 1955), interpretato da Noel Howlett.
- Edna Kent (3 episodi, 1955), interpretato da Jean Ireland.
- Angela Hollis (3 episodi, 1955), interpretata da Betty McDowall.
- Mr. Kinney (3 episodi, 1955), interpretato da Nicholas Tanner.
- Cynthia Barker (3 episodi, 1955), interpretata da Colette Wilde.

Tra le guest star: Derek Aylward, Kathleen Byron, Michael Craig, Isobel Dean, Alexander Gauge, Ursula Howells, Noel Howlett, Maurice Kaufmann, Victor Maddern, Richard Pearson, Robert Raglan.

## Produzione
La serie fu prodotta da British Broadcasting Corporation e Telefilm Enterprises e Trinity Productions

### Registi
Tra i registi sono accreditati:
- Charles Saunders in 10 episodi (1955-1956)
- Alex Bryce in 8 episodi (1954-1955)
- Montgomery Tully in 6 episodi (1955)
- Bernard Knowles in 3 episodi (1955)
- Edward Thompson in 2 episodi (1954)

### Sceneggiatori
Tra gli sceneggiatori sono accreditati:
- Robert Fabian in 23 episodi (1954-1956)
- Brock Williams in 8 episodi (1955)
- Ian Stuart Black in 6 episodi (1955-1956)
- Geoffrey Wicomb in 3 episodi (1955)
- Arthur La Bern in 2 episodi (1955)
- John Davenport

## Distribuzione
La serie fu trasmessa nel Regno Unito dal 1954 al 26 marzo 1956 sulla rete televisiva BBC. È stata distribuita anche con il titolo Inspector Fabian of Scotland Yard e negli Stati Uniti d'America con il titolo Patrol Car. Alcuni episodi furono ricompilati e distribuiti come film con il titolo Fabian of the Yard.

## Episodi
| Stagione         | Episodi | Prima TV Regno Unito | Prima TV Italia |
| ---------------- | ------- | -------------------- | --------------- |
| Prima stagione   | 30      | 1954-1955            |                 |
| Seconda stagione | 6       | 1955-1956            |                 |